# Volo Cameroon Airlines 3701
Il volo Cameroon Airlines 3701 era un volo di linea passeggeri internazionale da Cotonou, in Benin, a Douala, in Camerun. Il 3 dicembre 1995, un Boeing 737-200 operante il volo, registrazione TJ-CBE, si schiantò dopo che i piloti ne persero il controllo durante una riattaccata dopo un avvicinamento abortito a Douala, in seguito al guasto di un motore. Nell'incidente persero la vita 71 tra passeggeri e membri dell'equipaggio, mentre cinque persone, ferite, sopravvissero.

## L'aereo
Il velivolo coinvolto era un Boeing 737-200, marche TJ-CBE, numero di serie 23386, numero di linea 1143. Volò per la prima volta il 14 agosto 1985 e venne consegnato a Cameroon Airlines il 30 agosto dello stesso anno. Era spinto da 2 motori turboventola Pratt & Whitney JT8D-15A. Al momento dell'incidente, l'aereo aveva circa dieci anni e aveva accumulato 18 746 ore di volo in 23 233 cicli di decollo-atterraggio.

## L'incidente
L'aereo decollò dall'aeroporto Cadjehoun di Cotonou, Benin, diretto all'aeroporto internazionale di Douala. Il Boeing 737-200 aveva a bordo 71 passeggeri e cinque membri dell'equipaggio e dopo un'ora di volo era pronto per l'atterraggio a Douala. Durante il primo avvicinamento, dopo l'abbassamento del carrello di atterraggio, una spia indicò ai piloti che il carrello anteriore non si era estratto. L'equipaggio contattò il controllo del traffico aereo riferendo di un problema al carrello e di aver interrotto l'avvicinamento. Poco dopo, durante la riattaccata, i piloti non si accorsero che il motore numero due, quello di destra, funzionava ad alta potenza, mentre il motore numero uno, quello di sinistra, non stava funzionando correttamente. L'aereo entrò quindi in una virata verso sinistra e in ripida picchiata, schiantandosi a sei chilometri dalla pista in una palude di mangrovie. Il 737 prese fuoco, provocando la morte di 71 tra passeggeri e membri dell'equipaggio. Cinque persone sopravvissero all'incidente.

## Le indagini
La relazione sull'incidente stabilì che la causa della perdita di controllo e della perdita di potenza del motore numero uno fu la seguente:
- il distacco per fatica strutturale di una pala del compressore di primo stadio del motore n.1 che ha comportato alla perdita di potenza e alla destabilizzazione della traiettoria all'atterraggio;
- l'esecuzione tardiva o lenta della procedura di riattaccata con una configurazione monomotore non identificata, con conseguente perdita irreversibile di velocità.»

(Ministere Des Transports, Final report Cameroon Airlines 3701)
Secondo Jean Louis Angounou, pilota (in pensione) della compagnia aerea camerunese, intervistato nel maggio 2009 su Le Jour Quotidien, la causa esatta dell'incidente non è mai stata determinata perché "in Camerun alcune indagini iniziano ma non si concludono mai".